# Lisów (powiat opatowski)
Lisów – wieś sołecka w Polsce, położona w województwie świętokrzyskim, w powiecie opatowskim, w gminie Wojciechowice.
Był wsią klasztoru cystersów wąchockich w województwie sandomierskim w ostatniej ćwierci XVI wieku.  

## Integralne części wsi
| SIMC    | Nazwa               | Rodzaj    |
| ------- | ------------------- | --------- |
| 0810147 | Kolonie Inwalidzkie | część wsi |
| 0810124 | Nowa Wieś           | część wsi |
| 0810130 | Zagóra              | część wsi |

Obiekty fizjograficzne znajdujące się na terenie miejscowości to pola: Las Lisowski i Polesisko oraz łąki: Spod Adamowa i Spod Lasu.

## Historia
Nazwa miejscowości może pochodzić od Stefana Lisa, komesa i palatyna krakowskiego, ojca Wincentego Kadłubka. Jego ród osiadł na ziemi sandomierskiej w okolicach Lisowa. Według innej, ludowej tradycji, w miejscowym lesie żyło swego czasu wiele lisów, stąd nazwa miejscowości.
Najstarsze wzmianki o Lisowie pochodzą z pierwszej połowy XIII w. Ówczesny właściciel Lisowa, sandomierski mieszczanin Aleksander Albus, sprzedał wieś klasztorowi w Wąchocku. Lisów pozostał własnością klasztoru aż do likwidacji zgromadzenia w XIX w. Wieś przeszła wówczas rządu Królestwa Kongresowego. W nagrodę za zasługi w tłumieniu powstania listopadowego Lisów w 1832 r. przekazano emerytowanemu rosyjskiemu generałowi Symeonowi vel Kachanowowi.
Lisów był własnością rodziny Kachanowów do czasu I wojny światowej. Według spisu z 1885 r. był tu folwark i kolonia. Folwark składał się z 4 domów i 444 morgów ziemi. Zamieszkiwany był przez 34 osoby. Kolonia zajmowała natomiast obszar 351 morgów. Miała 29 domów i 234 mieszkańców. Według urzędowego spisu miejscowości guberni radomskiej w 1895 r. na Lisów składały się trzy oddzielne jednostki: kolonia, folwark i osada karczmarska.
W latach 1916–1918 w miejscowości znajdowała się lokalna komenda Polskiej Organizacji Wojskowej, podległa Komendzie Obwodu w Opatowie. Swoim działaniem obejmowała wsie: Lisów, Gierczyce, Stodoły, Mikułowice i Wojciechowice. Po odzyskaniu przez Polskę niepodległości wieś stała się własnością skarbu państwa i była dzierżawiona przez rodzinę Kobylińskich. Część dóbr została rozparcelowana. Przy folwarku pozostał obszar około 100 ha. W czasie okupacji hitlerowskiej zamordowany został przez bandytów Andrzej Kobyliński, syn dzierżawcy folwarku. Po tym zdarzeniu rodzina Kobylińskich opuściła Lisów.
W 1944 r. toczyły się tu zacięte walki na przyczółku sandomierskim. Kilkunastu mieszkańców Lisowa zginęło lub zostało rannych. Zginęły niemal wszystkie zwierzęta gospodarskie. Wieś została doszczętnie zrujnowana. Z 66 zabudowań prawie wszystkie zostały zniszczone. Pozostały tylko szkielety trzech domów. W pierwszych latach po wojnie mieszkańcy Lisowa zamieszkiwali prowizoryczne baraki i lepianki. W tym czasie od niewypałów zginęło kolejnych kilku mieszkańców.
W latach 1975–1998 miejscowość należała administracyjnie do województwa tarnobrzeskiego.